# Springer-Schlössl

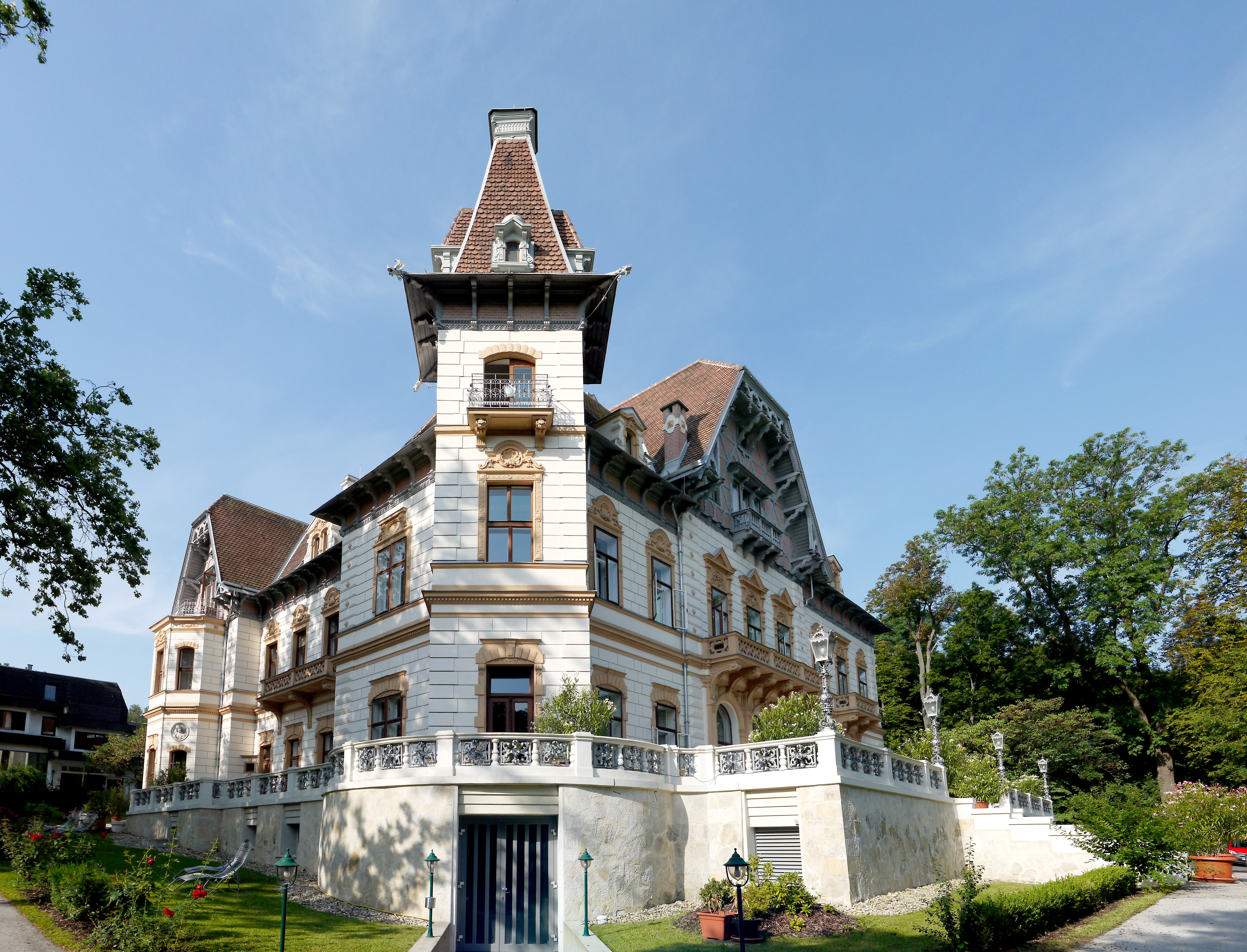
Springer-Schlössl

Das Springer-Schlössl, auch: Springer-Villa, Springer-Schlösschen, Haus Vogelsang, ist eine Villa für Seminare und Veranstaltungen mit angeschlossenem Seminarhotel in Wien-Meidling, Tivoligasse 73. Das Gebäude steht unter Denkmalschutz (Listeneintrag).

## Geschichte
Ursprünglich befand sich das 40.000 m² große Parkareal im Eigentum von Carl Freiherrn von Hügel (1796–1870), dem Oberstgartenmeister des benachbarten Schlossparks Schönbrunn. Hügel legte die beiden Parks zur selben Zeit an. 170 Naturdenkmäler zeugen noch heute im Park des Hotels von seinem gärtnerischen Können. Der Wiener Großindustrielle Gustav Freiherr von Springer (1842–1920) kaufte der Familie Hügel das Areal ab und ließ 1887 vom Büro Fellner & Helmer das Springer-Schlössl errichten. Nach dem Tod Springers, mit dem die männliche Linie des Hauses ausstarb, wurde seine Tochter Maria Cäcilia (* 3. Mai 1886; † 9. Dezember 1978 in Paris) 1920 Eigentümerin der Liegenschaft, kam aber meist nur zweimal jährlich aus Paris hierher, bis sie 1936 endgültig nach Frankreich emigrierte.
Ende 1939 wurde das Haus von den Nationalsozialisten als jüdisches Eigentum beschlagnahmt und in eine Gauführerschule umgewandelt. Gegen Kriegsende sollte es durch alliierte Bombentreffer zerstört werden, allerdings traf keine der 22 Bomben das Springer-Schlössl, der Park jedoch wurde schwer beschädigt.
Nach Kriegsende bekam Marie Springer die devastierte Villa zurück. Sie verkaufte das Gebäude 1953 an den Verein Wiener Volksheime. 1975 erfolgte der Beschluss zum Umbau in ein Seminarhotel durch die Politische Akademie der ÖVP. Diese ist 2024 zwar ausgezogen, das Gebäude verbleibt aber weiterhin bei der ÖVP und wird als Campus Tivoli weiterhin durch die Partei genutzt.